# The Sins of Thy Beloved
The Sins of Thy Beloved — музыкальный коллектив из Норвегии, исполняющий свою музыку в направлении симфонического готик/дум-метала.
Название группы переводится как «Грехи твоей возлюбленной/Грехи твоего возлюбленного». По словам участников коллектива они выбрали именно это название, так как оно наиболее полно отображает музыку, концепцию и лирику группы (лирика песен повествует о темах предательства, ненависти, неразделённой любви).

## История
Музыкальный коллектив The Sins of Thy Beloved (сначала она именовалась Purgatory) образовалась в ноябре 1996 года. В то время участниками группы являлись Stig Johansen, Glenn Morten и Arild Christensen.
Вскоре участники записывают демо, а затем и мини-альбом All Alone на лейбле Nocturnal. В сентябре 1997 года в группу приходит второй клавишник Anders Thue.
В январе 1998 года The Sins of Thy Beloved записали трек Silent Pain, который явился, по сути, «пропуском» на мировую сцену. Эта запись была разослана по нескольким лейблам, из которых первым откликнулся Napalm Records. И уже в августе этого же года группа начинает записывать дебютный альбом Lake of Sorrow в студии Sound Suite Studio. Фото для обложки сделал Petter Hegre, дизайн — Tor S&oslash.
Второй полноформатный альбом Perpetual Desolation они записали в той же студии с августа по сентябрь 1999 года.
1 августа 1999 года выходит сборник «Ladies, Queens & Sluts» на Hall of Sermon, где The Sins of Thy Beloved представили публике несколько своих композиций. Сборник представляет лучших женщин-вокалисток андеграунда и на нём есть — The Gathering, Nightwish, Lacrimosa, Dreams of Sanity, Lacuna Coil, The Gallery и др.
В 2001 году выходит первый видеоматериал коллектива, который был записан в городе Оберварт во время их турне с Tristania. И наконец 17 апреля 2000 года выходит второй полноформатный альбом Perpetual Desolation, первые 10,000 копий которого были изданы в виде красиво оформленного бокса. Релиз Perpetual Desolation содержит кавер-версию композиции группы Metallica The Thing That Should Not Be…

## Дискография
- 1997 — All Alone (мини-альбом)
- 1997 — Demo (The Sins of Thy Beloved) (демо)
- 1998 — Lake of Sorrow
- 2000 — Perpetual Desolation
- 2001 — Perpetual Desolation Live (концертный альбом)

### Видеография
- 2001 — Perpetual Desolation Live